# Nagyvirágú vetővirág
A nagyvirágú vetővirág (pompás vetővirág, Sternbergia clusiana) az egyszikűek (Liliopsida) osztályába, a spárgavirágúak (Asparagales) rendjébe, az amarilliszfélék (Amaryllidaceace) családjába tartozó faj.

## Származása, elterjedése
A Közel- és Közép-Kelet határvidékén, főleg Iránban és Törökországban honos, dél felé egészen Palesztináig és Izraelig megtalálható.

## Megjelenése, felépítése
Hagymás évelő. Nagy (2,5–4 cm átmérőjű), élénksárga virágai feltűnőek. A virágszár a virágzó időszakban rövid, levéltelen, a termés érése közben kissé megnyúlik. A buroklevelek hossza 5–10 cm.
Magvain nagy, húsos függelék nő
5–12 szíjszerű, lapos, hosszú levele szár nélkül hajt ki a közvetlenül a hagymából. A levelek erezete párhuzamos.

## Életmódja, termőhelye
Évelő. Vadon termő állományai az utóbbi évtizedekben az exportra gyűjtés és a szántóföldek terjeszkedése miatt annyira megritkultak, hogy Törökországban védetté nyilvánították.
Virágai levéltelenül nyílnak október-novemberben. Csak akkor nyílik ki teljes pompájában, ha a nyár száraz és meleg volt. Miután elvirágzott és magvait beérlelte, a virágszár elhervad, és jóval ezután hajtanak ki levelei.